# Panzerjäger

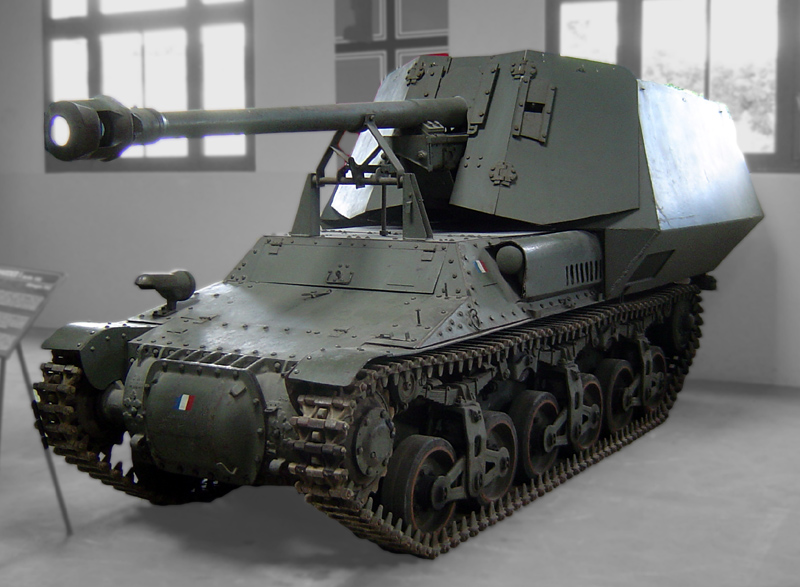
Panzerjäger Marder Eu

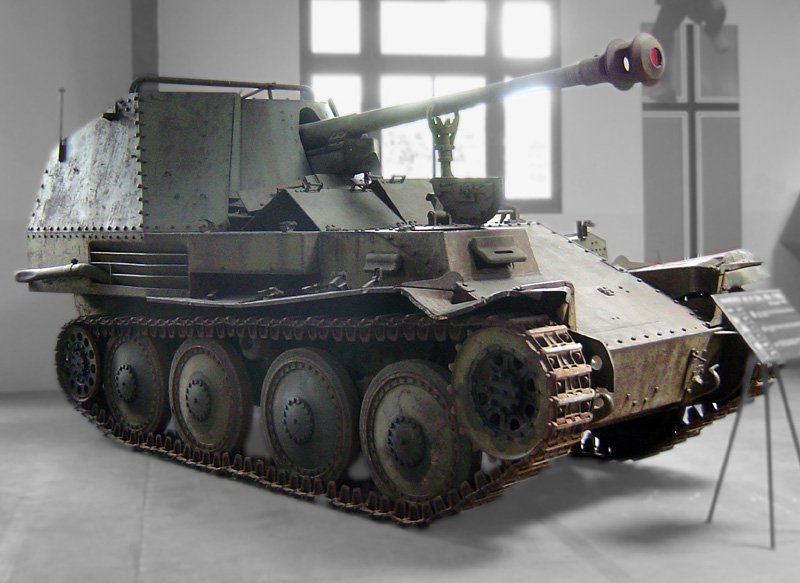
Panzerjäger Marder III

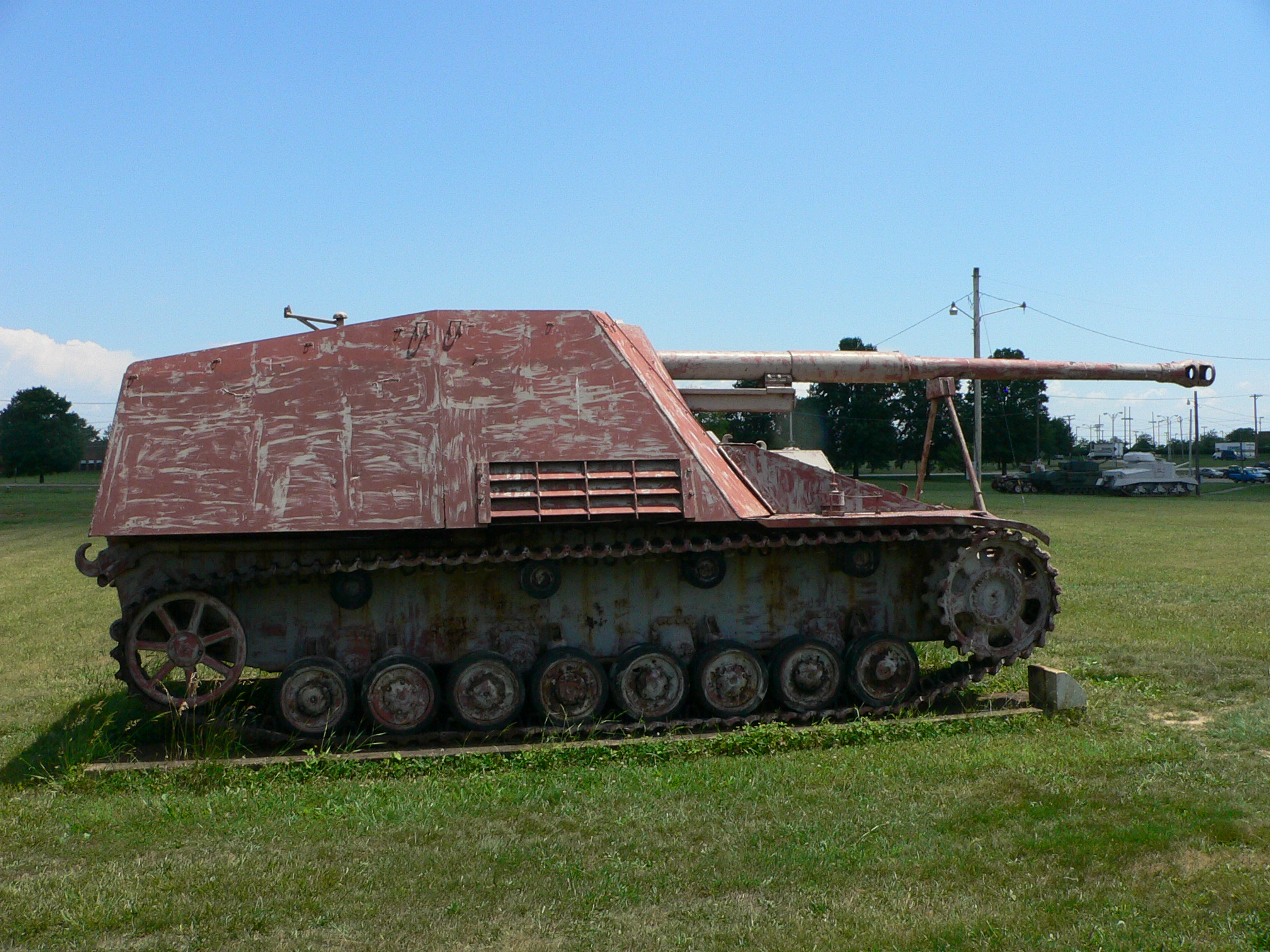
Nashorn

Panzerjäger (do alemão "caçadores de blindados", abreviado para Pz.Jg.) foi uma ramificação da Wehrmacht durante a Segunda Guerra Mundial especializada em missões e combate à carros e blindados. Operava peças de artilharia anti-blindados e fez uso exclusivo de veículos de combate a blindados (no alemão Panzerjäger). Os combatentes utilizavam uniformes de cor cinza mesmo quando a bordo de veículos caça-blindado, ao contrário do tradicional preto dos uniformes dos comandantes de carros de combate (Panzerwagen) ou mesmo o verde das tropas da Wehrmacht.  

## Desenvolvimento
O nascimento da força Panzerjäger remonta ao fim da Primeira Guerra Mundial. Com o advento do carro de combate, via-se como necessário o desenvolvimento de armas, técnicas e força de combate para enfrentar esses veículos no campo de combate, considerando os diversos cenários possíveis. Até 1925, a única arma alemã especificamente desenhada para uso de infantaria no combate a blindados era a Tankgewehr M1918.
Essa situação perdurou até a eleição do General Marechal de Campo Paul von Hindenburg em 1924 à presidência da Republica, sendo que no ano seguinte foi inciado por este um amplo programa de modernização das forças de defesa e combate alemã apesar das severas restrições impostas pelo Tratado de Versailhes.
De 1925 a 1930 foram desenvolvidas diversas armas de combate à carro e blindados, sendo uma das primeiras armas a Tankabwehr-Kanone 3.7cm L/45, desenvolvida por Fischer e Rheinmetall em resposta a uma requisição da Inspektion fur Waffen und Gerat Abteilung. Essa arma deu origem posteriormente a uma série de canhões sob rodas que, abreviadamente, eram conhecidos como PAK (abreviação para Panzer-abwehr-Kanone).
A partir de 1940, as tropas Panzerjäger foram equipadas com veículos blindados que basicamente era formado por um chassi, que poderia ser de blindados obsoletos como os do Panzer 38(t) ou capturados como os franceses Tracteur Blindé 37L (Lorraine), com uma peça de artilharia ou anti-carro que variavam entre as peças de origem alemã como a extremamente eficiente 7.5 cm Pak 40 até às capturadas 76 mm F-22 Model 1936, que eram peças de artilharia soviética de 76mm.
O desenvolvimento de Panzerjägers para a totalmente protegido Jagdpanzer veículo blindado projetos começou antes da guerra com o Sturmgeschütz-área blindados, artilharia, veículos, inicial alemão turretless tanques para utilizar completamente fechado em blindado casemates, e continuou até 1944, resultando na totalmente fechado Jagdpanzer "caça tanques", construído de propósito pesada arma de tank destroyers. Estes geralmente utilizado para cima extensões de ambos os glacis placa e casco lados compreende três lados de sua fechado em casamatas. Panzerjäger continuou a servir como um ramo separado da Heer até o final da guerra, muitas vezes, a substituição de tanques, devido à escassez de produção.
Inicialmente, o chassi de captação da luz foram usados tanques depois de torres foram removidas, proporcionando uma solução de custo eficaz para o alemão falta de mobile anti-tanque de armas em divisões de infantaria. Apesar das deficiências da armadura de luz e de alta silhueta, elas foram usadas com êxito em sua função pretendida.

## Organização
- O pessoal da empresa (Stabskompanie)
- 1. Panzerjäger-Kompanie equipados com 9 - 12 rebocada EM armas
- 2. StuG-Batterie equipado com dez StuG III, IV ou Hetzer veículos
- 3. Luz anti-aircraft company (leichte FlaK-Kompanie) equipado com 12 rebocado 20 mm FlaK autocannons

## Uso de combate
Unidades Panzerjäger foram atribuídas 14 empresas em regimentos de infantaria, ou como um todo Abteilung (batalhão) dentro de Panzer e divisões Panzergrenadier, em ambos os SS e o Heer (exército regular). Independente de batalhões e regimentos foram usados pelo corpo para proteger o mais provável avenidas de ataques de tanques, enquanto divisões muitas vezes a posição de seus Panzerjäger nos flancos, ou usá-los para apoiar a infantaria avança contra um inimigo usando tanques. Quando usado com tanques, apesar de intensa inter-ramo de rivalidade, Panzerjäger iria trabalhar em equipes, com o tanque de equipes atraentes tanques inimigos de fogo, revelando a sua posição, e Panzerjäger engajar o inimigo a partir de um defilade. Panzerjäger muitas vezes foram chamados a prestar direto de alto explosivo de apoio de fogo para a infantaria, ao destruir a metralhadora e posições de artilharia, particularmente no combate urbano.

## Projetos de veículos
Projetos de Panzerjäger veículos variavam de acordo com o chassi utilizado, que pode ser de três tipos:
- Início da guerra descapotável superestrutura em um tanque de luz chassi
- Meados de guerra totalmente fechado no compartimento da tripulação em médio ou pesado tanque de chassis, como uma mais-a entidade normalmente não parte integrante original do casco armadura
- Final de guerra unarmoured ou protegidos de montagem em meia-pista de chassis

Os destruidores de tanques notáveis na classificação Panzerjäger foram:
- Panzerjäger I – 47 mm PaK em Panzer eu chassi.
- Marder I – 75 mm PaK em francês capturado chassi, a Lorraine 37L.
- Marder II – 75 mm PaK ou reutilizados Soviética 76.2 mm arma na Panzer II chassi.
- Marder III – 75 mm PaK ou reutilizados Soviética 76.2 mm arma na república checa-construído Panzer 38(t) chassis.
- Dicker Max – 2 protótipos produzidos, perdeu-se devido a incêndio acidental, o outro foi destruído em combate.
- Sturer Emil – 1 de 2 sobrevive.
- Hornisse/Nashorn – 88 mm PaK em composto Panzer III/Panzer IV chassi.
- Elefant – o último Panzerjäger veículo designado para incorporar totalmente fechado, acrescentou-casemate.

Mais tarde designação Jagdpanzer  foi usada desde o início para o seguir mais integralmente veículos blindados:
- Jagdpanzer 38(t)
- Jagdpanther
- Jagdpanzer IV
- Jagdtiger